# 四分律
四分律（しぶんりつ、梵: Dharmaguptaka-vinaya）は、法蔵部に伝わる律。十誦律、五分律、摩訶僧祇律と共に「四大広律」という。四分律は、これら中国および日本に伝来した諸律の中では、最も影響力を持った。中国・日本で律宗の名で総称される律研究の宗派は、ほとんどがこの四分律に依拠する。